# فريتيلياريا كاريليني
فريتيلياريا كاريليني (بالإنجليزية: Fritillaria karelinii) هو نوع من النباتات المزهرة ينتمي إلى فصيلة الزنبقية (Liliaceae)، ويُعتبر جزءًا من جنس فريتيلياريا الذي يضم أنواعًا متعددة منتشرة في المناطق المعتدلة.

## الموطن والانتشار
ينتشر هذا النوع في آسيا الوسطى، بما في ذلك كازاخستان، أوزبكستان، تركمانستان، وشمال إيران، حيث ينمو في المناطق الجبلية والمراعي المفتوحة.

## الخصائص
يمتاز النبات بأزهاره الجرسية الشكل التي تأتي عادة بلون وردي أو أرجواني مائل إلى الأحمر، مع خطوط دقيقة على البتلات. ينمو من بصيلات تحت الأرض، ويُزهر في فصل الربيع، مثل باقي أفراد جنسه.

## الأهمية
يُقدّر هذا النوع لجمال أزهاره ويُزرع أحيانًا كنبات زينة في الحدائق الصخرية. كما يُعتبر جزءًا من التنوع البيولوجي المحلي في بيئاته الأصلية، لكنه قد يواجه تهديدات بسبب فقدان المواطن الطبيعية.